# Anigraea deleta
Anigraea deleta là một loài bướm đêm trong họ Noctuidae.